# Robin Pedersen
Robin Pedersen (31 agosto 1996) è un saltatore con gli sci norvegese.

## Biografia
Pedersen, attivo in gare FIS dal dicembre del 2013, in Coppa del Mondo ha esordito l'11 marzo 2018 a Oslo Holmenkollen (38º) e ha ottenuto la prima vittoria, nonché primo podio, il 9 marzo 2019 nella medesima località; ai Mondiali di volo di Tauplitz 2024 si è classificato 11º nella gara individuale e 4º in quella a squadre e ai Mondiali di Trondheim 2025 si è aggiudicato la medaglia di bronzo nella gara a squadre e si è piazzato 16º nel trampolino normale. Non ha preso parte a rassegne olimpiche.

## Palmarès

### Mondiali
- 1 medaglia
  - 1 bronzo (gara a squadre a Trondheim 2025)

### Mondiali juniores
- 1 medaglie:
  - 1 argento (gara a squadre a Râșnov 2016)

### Coppa del Mondo
- Miglior piazzamento in classifica generale: 29º nel 2020
- 1 podio (a squadre):
  - 1 vittoria

#### Coppa del Mondo - vittorie
| Data         | Località          | Nazione  | Trampolino                                                                       |
| ------------ | ----------------- | -------- | -------------------------------------------------------------------------------- |
| 9 marzo 2019 | Oslo Holmenkollen | Norvegia | Holmenkollen HS134 (con Johann André Forfang, Marius Lindvik e Robert Johansson) |